# Путилов, Михаил Алексеевич
Михаил Алексеевич Путилов (род. 19 января 1935 года в селе Усть-Качка Краснокамского района Свердловской области, РСФСР, СССР — 17 ноября 2019) — советский и российский политический деятель, депутат Государственной Думы ФС РФ первого созыва (1993—1995). Заслуженный работник сельского хозяйства СССР (1991).

## Биография
В 1959 году получил высшее образование в Пермском сельскохозяйственном институте им. Д. Н. Прянишникова. С 1959 по 1961 год работал в Куединском районе Пермской области агрономом райкомхоза имени Чапаева. С 1961 по 1964 год работал в Краснокамском районе Пермской области председателем колхоза имени Сталина. С 1962 года член КПСС. С 1964 по 1968 год работал директором совхоза «Луговской». В 1968—1969 году работал начальником Межрайонного производственного управления сельского хозяйства Пермской области. С 1969 по 1971 год — директор Треста молочно-овощных совхозов Пермской области. С 1971 по 1974 год работал директором совхоза «Луговской» Краснокамского района Пермской области.
С 1974 по 1993 год работал председателем колхоза «Россия», избирался депутатом Пермского районного и областного советов народных депутатов, в 1979 году избран депутатом Верховного Совета СССР X созыва, был членом Пермского районного комитета КПСС, членом бюро райкома, делегат XXV-го съезда КПСС, в 1988 году — делегат IV всесоюзного съезда колхозников, возглавлял Пермский областной совет колхозов.
В 1993 году избран депутатом Государственной думы Федерального Собрания Российской Федерации первого созыва от Кунгурского одномандатного избирательного округа № 138 (Пермский край). В Государственной думе был членом комитета по природным ресурсам и природопользованию, входил в депутатскую группу «Стабильность».
В 1995 по 2002 год работал председателем колхоза «Россия». 

## Награды и звания
- Орден Трудового Красного Знамени (1966)[3]
- Орден «Знак Почета» (1971)[3]
- Орден Октябрьской революции (1973)[3]
- Орден Ленина (1976)[3]
- Заслуженный работник сельского хозяйства СССР (1991)[3]
- Почетный гражданин Пермского района (1991)[3]